# الن جی وایت
الن گولد وایت (به انگلیسی: Ellen G. White) (الن گولد هارمون؛ ۲۶ نوامبر ۱۸۲۷–۱۶ ژوئیه ۱۹۱۵) نویسنده آمریکایی و یکی از بنیانگذاران کلیسای ادونتیست روز هفتم بود. او همراه با دیگر رهبران ادونتیست مانند جوزف بیتس و همسرش جیمز وایت، نقش مهمی در شکل‌گیری گروه کوچکی از ادونتیست‌ها داشت که در نهایت کلیسای ادونتیست روز هفتم را تشکیل دادند. وایت به‌عنوان یک چهره برجسته در تاریخ گیاهخواری آمریکا شناخته می‌شود. مجله اسمیتسونین الن جی وایت را در میان «۱۰۰ آمریکایی برجسته تمام دوران» معرفی کرد. نوشته‌های وایت هنوز بر مردم تأثیر می‌گذارد.
وایت ادعا کرد که بیش از ۲۰۰۰ الهام از خدا دریافت کرده که در جلسات عمومی و خصوصی در سراسر زندگی خود، که توسط عموم مردم رویت شده بودند. او محتوای هر الهام را شفاهی توصیف و برای مصرف عمومی منتشر کرد. پیشگامان ادونتیست این تجربیات را به عنوان هدیه کتاب مقدس نبوت که شهادت عیسی را به‌عنوان «روح نبوت» توصیف می‌کنند، می‌دانستند.

## زندگی شخصی

### اوایل زندگی
الن و خواهر دوقلویش الیزابت در ۲۶ نوامبر ۱۸۲۷ از رابرت و یونیس هارمون در خانه ای در مسیر ایالتی ۱۱۴ در گورهام، مین به دنیا آمدند. او هفتمین فرزند از هشت فرزند بود. رابرت کشاورز بود که با استفاده از نیترات جیوه کلاه می‌ساخت.
چارلز ای. دادلی، پدر، در کتاب شجره نامه الن گولد هارمون وایت: پیامبر کلیسای ادونتیست روز هفتم، و داستان رشد و توسعه مذهب ادونتیست روز هفتم در ارتباط با آفریقا آمریکایی‌ها ادعا می‌کنند که الن وایت تبار آفریقایی-آمریکایی داشته‌است. در مارس ۲۰۰۰، Ellen G. White Estate راجر D. Joslyn، یک تبارشناس حرفه ای را مأمور کرد تا در مورد اصل و نسب الن جی. وایت تحقیق کند. جوسلین به این نتیجه رسید که او اصالتاً آنگلوساکسون دارد.

### سال‌های پایانی و مرگ

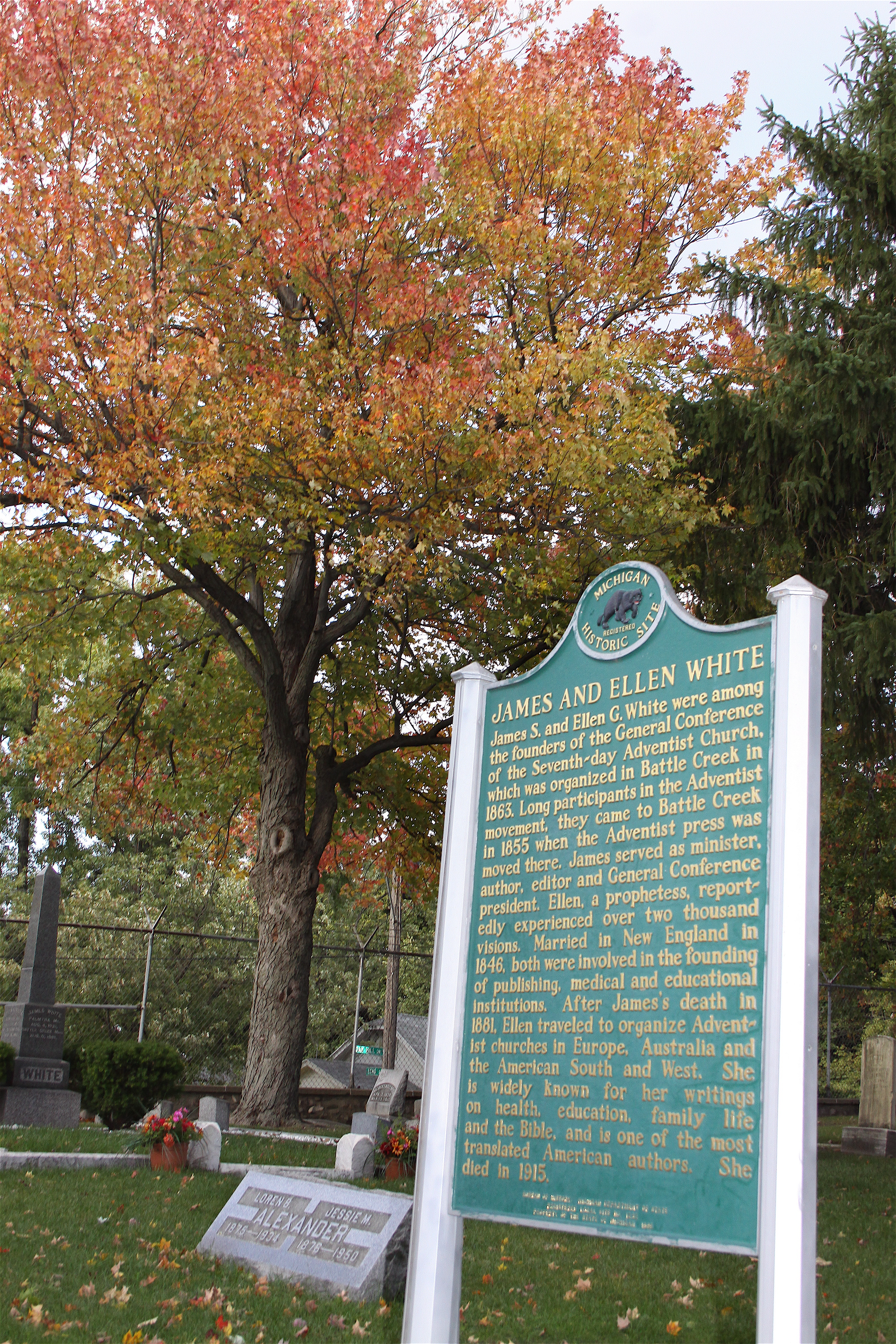
قبرستان اوک هیل-جیمز و الن وایت

وایت پس از مرگ همسرش جیمز وایت در سال ۱۸۸۱، آخرین سال‌های زندگی خود را در المشاون، خانه اش در سنت هلنا، کالیفرنیا گذراند. در طول سال‌های پایانی زندگی، او کمتر به سفر می‌رفت زیرا بر نوشتن آخرین آثارش برای کلیسا تمرکز می‌کرد. او در ۱۶ ژوئیه ۱۹۱۵ در خانه اش در المشاون که اکنون یک مکان تاریخی ادونتیست است، درگذشت. پس از سه مراسم خاکسپاری، او به همراه همسرش جیمز وایت در گورستان اوک هیل، بتل کریک، میشیگان به خاک سپرده شد.